# Teocharis Kalanidis
Teocharis Kalanidis (gr. Θεοχάρης Καλανίδης; ur. 29 marca 1995 roku) – grecki zapaśnik startujący w stylu wolnym. Jedenasty na igrzyskach europejskich w 2015. Brązowy medalista igrzysk śródziemnomorskich w 2013 roku.